# 巴加馬
巴加馬（西班牙語：Bakama），是巴拿馬的城鎮，位於該國西北部，由恩戈貝-布格雷特區的穆納區負責管轄，面積10.6平方公里，2010年人口1,204，人口密度每平方公里113.6人。